# Цигани
Цига́ни (в офіційних документах та в пресі також вживається термін ро́ми) — назва групи народів індоарійської етнічної групи, що проживає у багатьох країнах світу — в Європі, Близькому та Середньому Сході, Північній Африці та в країнах обох Америк (переважно в Латинській).
Циганська мова належить до індійської групи індоєвропейських мов. Однак слід зазначити, що багато представників ромської національної меншини говорять не лише циганською, а й послуговуються місцевими мовами або ж їхніми діалектами.

## Назви
Український етнонім «цигани» походить від давньогрецького ἀτσίγγανοι (atsinganoi, лат. adsincani) або ἀθίγγανοι (athinganoi) — назви однієї з візантійських єретичних сект (буквально «недоторка́нні»), з якою з часом почали його ототожнювати. У письмових візантійських джерелах як етнонім він вперше згадується у ХІІІ столітті. Саме від цього кореня пішла ціла група схожих екзоетнонімів у слов'янських та германських мовах: білоруський цыганы, болгарський цигани, боснійський cigani, словацький cigáni, хорватський cigani, чеський cikáni, македонський цигани, пол. cyganie, рос. цыгане, сербський цигани, словенський cigáni, нідерландський zigeuners, нім. Zigeuner.
За однією з теорій самоназва «рома́» походить від грец. ρωμαίοι, «ромеі» — «ромеї», «піддані Римської (Візантійської) імперії». Саме біженцями з Візантії, землі якої в цей час захоплювали турки, були (і представлялися) перші цигани, що з'явилися у Західній Європі у XV сторіччі.
Схожу етимологію мають й інші назви циганів/ромів, що походять від етнохороніму «єгиптяни» (англ. gypsies від англ. egyptians, ісп. gitanos від ісп. egiptanos, фр. gitans, угор. fáraók népe — дослівно «фараонове плем'я»), — адже частина циган називала себе християнськими біженцями з Єгипту або «малого Єгипту», під яким за деякими версіями розумівся Пелопоннес.

## Поширення

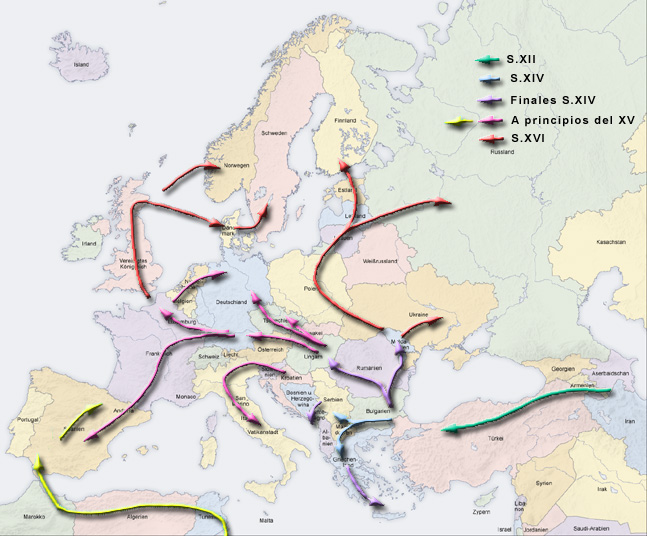

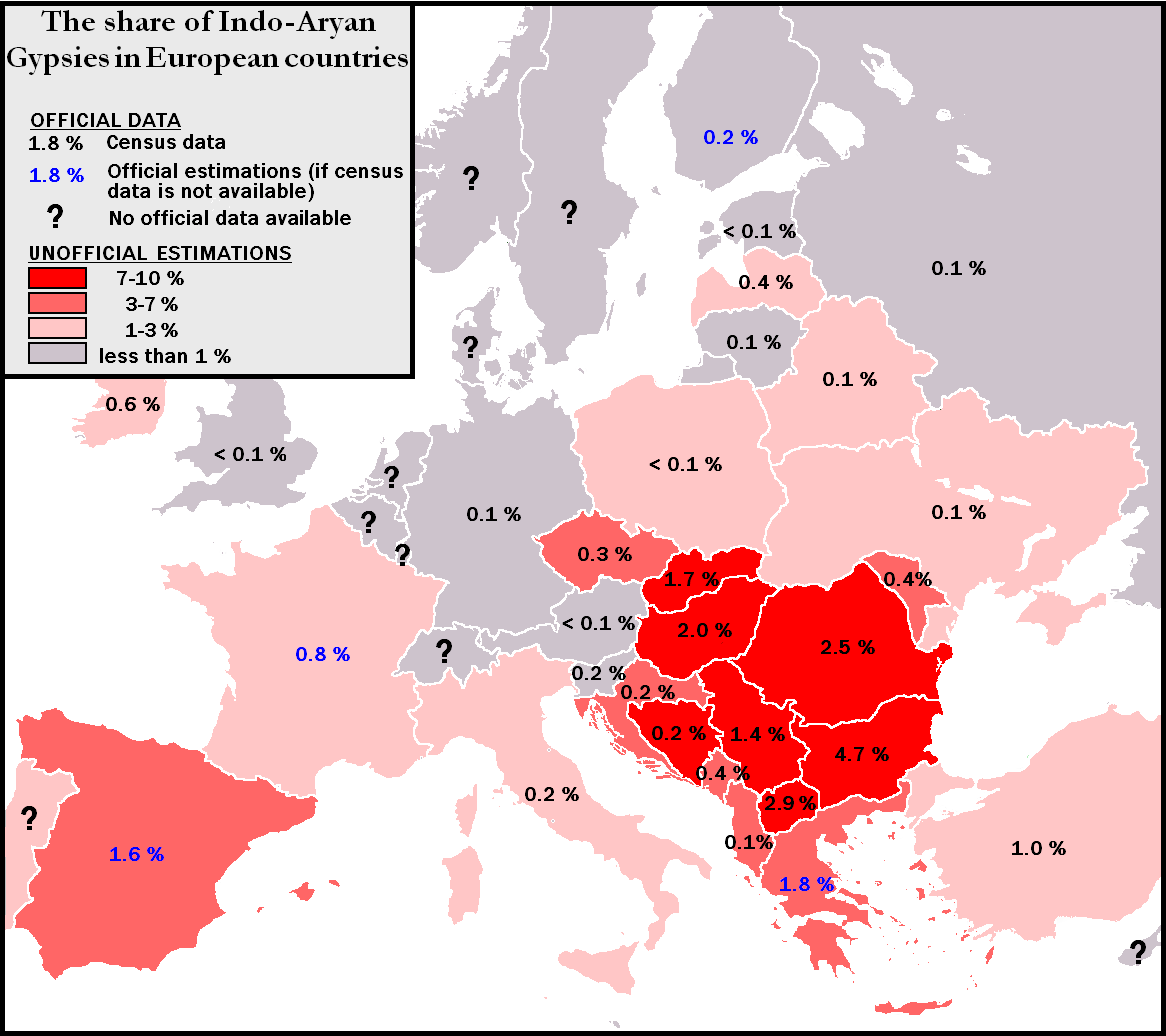

### Історія поширення
Час виходу з Індії різні дослідники називають періоди від V-VII до X-XII століть. Після виходу з Індії цигани спершу осіли в Західній Азії і жили переважно у східній частині Візантійської імперії та закавказьких провінціях Ірану. Про це свідчать лінгвістичні дані — в циганській мові є цілий пласт запозичень з перської, грецької та вірменської мов. І навпаки, відсутні запозичення з арабської, що беззаперечно спростовує колись популярну «єгипетську» теорію походження. У XIII-XVIII століттях розселилися по Європі. З XVI-XVII століття з'являються в країнах Південної Америки. Після вимирання більшості індіанців від хвороб уряди Іспанії та Португалії використовували різні способи залюднення своїх величезних колоній в Америці — зокрема, й примусове переселення циган.[джерело?]
У Європі появу циган вперше зафіксовано у хроніці угорського короля Андраша ІІ (1219). У Словаччині їхня поява відображена у хроніці Далиміла 1242 року. Але це були невеличкі групи циган. Масова їхня поява у Богемському королівстві відома з 1399 року, коли з Ерцгерцогства Австрія прибули сікапу černy. В Угорському королівстві цигани масово з'явилися близько 1417 року, коли імператор Сигізмунд погодився видати їм охоронні грамоти. Вони прибули до Вестфалії, ганзейських міст, Швейцарії. 1419 року цигани перейшли кордони сучасної Франції, а у серпні 1427 року вперше з'явилися біля брам Парижа, який перебував тоді в руках англійців. Їхній табір у Шатель-Сен-Дені протягом трьох тижнів приваблював цілі юрби допитливих.
Перші згадки про циган у португальських джерелах належать до XVI ст. Майже тоді ж вони з'явилися в Шотландському та  Англійському королівствах. Можливо, там вони привертали менше уваги, ніж на своїх попередніх стоянках, бо на Британських островах споконвіку жили кочівники «тінкери», спосіб життя яких багато в чому нагадував циганський.

### Міграція келдерарів
Одним з найважливіших явищ циганської історії було розселення румунських циган келдерарів,  нащадки яких зараз становлять приблизно половину всіх циган світу[джерело не вказане 1553 дні]. З пізнього середньовіччя Румунія була чи не головною «циганською» країною світу і мала значне циганське населення. Усупереч міфологічним уявленням про «вільний» народ, цигани в Румунії перебували в рабстві[джерело не вказане 1553 дні], яке було оформлене навіть юридично[джерело не вказане 1553 дні]. І хоч частина з них тікала (саме від таких утікачів походить найбільша українізована частина циган-сервів[джерело не вказане 1553 дні]; отримали назву від лат. servus, раб), але масова міграція румунських циган розпочалася лише після скасування рабства в 60-ті роки 19 століття. Цей процес розселення отримав назву «велике нашестя кердерарів». Саме тоді вони розселилися як у країнах, де вже існували циганські меншини, так і в тих, де циган до тих часів не було чи майже не було.

### Друга Світова війна
Під час Другої світової війни нацисти почали геноцид ромів (Пораймос). Ромів позначали на знищення та засуджували до примусових робіт і ув'язнення в концентраційних таборах. Їх також вбивали, зокрема, айнзацгрупами (воєнізованими ескадронами смерті) на Східному фронті. Загальна кількість жертв становить від 220 тис. до 1,5 млн осіб.
Роми також зазнавали переслідувань у нацистських маріонеткових державах. У Незалежній Державі Хорватія усташі вбили майже все 25-тисячне ромське населення. Система концентраційних таборів Ясеноваць, керована міліцією усташів і хорватською політичною поліцією, відповідальна за смерть від 15 000 до 20 000 ромів.

### Після 1945 року
У Чехословаччині їх називали «соціально деградованим прошарком», а ромських жінок стерилізували в межах державної політики скорочення населення. Ця політика впроваджувалася за допомогою великих фінансових стимулів, погроз відмовити у майбутніх соціальних виплатах, за допомогою дезінформації або після введення наркотиків.[джерело?]
Офіційний запит Чехії, який завершився звітом (грудень 2005), зробив висновок, що комуністична влада застосовувала політику асиміляції до ромів, яка «включала зусилля соціальних служб контролювати рівень народжуваності в ромській громаді. Існує сексуальна стерилізація, яка проводиться в Чехії або з неналежної мотивації, або незаконно», — сказав Чеський громадський захисник прав, рекомендуючи державну компенсацію жінкам, які постраждали в період між 1973 і 1991 роками. Нові випадки були виявлені до 2004 року в Чехії та Словаччині. У Німеччині, Норвегії, Швеції та Швейцарії же також були випадки примусової стерилізації меншин та інших груп.[джерело?]

### Сучасність

Національний прапор ромів

8 квітня 1971 року в Лондоні відбувся установчий з'їзд Міжнародного союзу ромів, в якому взяли участь представники 30 країн (відтоді 8 квітня відзначають як Міжнародний день ромів).
Національний прапор ромів: верхня частина — синя (символізує небо), нижня — зелена (символізує траву), посередині — червоне колесо (символ вічної дороги).
У лютому 2016 року Міжнародна конференція ромів за участю міністра закордонних справ Індії звернулася до уряду історичної прабатьківщини з рекомендацією вважати громади циган у тридцятьох країнах частинами індійської діаспори.

## Поширеність
Кількість циган у світі припускають в межах 2-8 млн. Майже всі вони двомовні: знають свою мову і тієї країни, де оселилися.

### Цигани в Україні

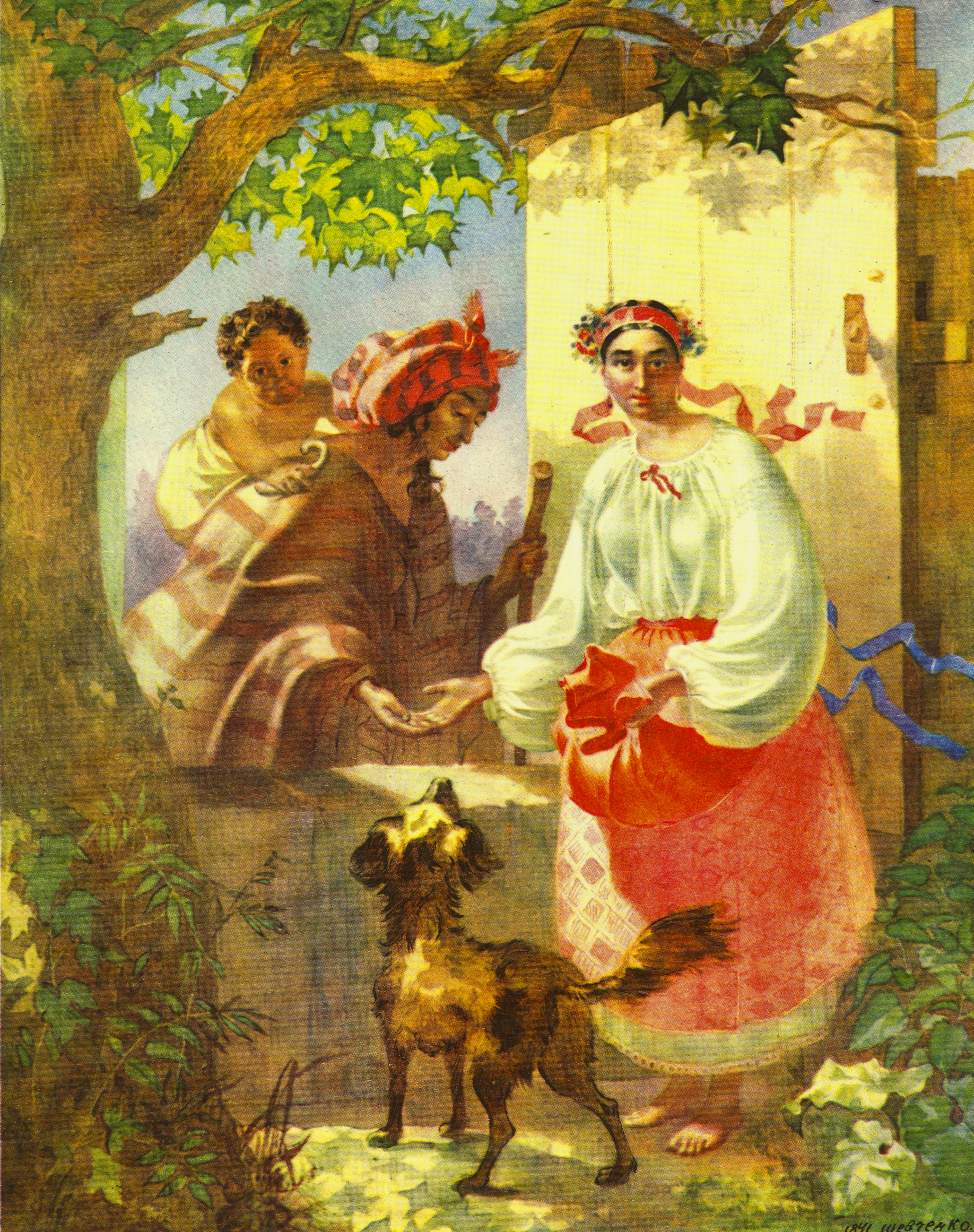
Тарас Шевченко. Циганка-ворожка. 1841 рік

Вперше в Україні з'явилися у XV—XVII ст. — спочатку в Бессарабії та в Криму.
Перша письмова згадка про циган в Україні — 1501 рік (в охоронній грамоті, виданій великим литовським князем Олександром циганському ватажкові Василю).
Традиційними заняттями циган були ремесла: ковальство, столярство, лоткарство, конярство і мандрівна торгівля; інші джерела їхнього заробітку — музика, співи і танці, також ворожіння, жебракування тощо.
За релігією цигани на Наддніпрянщині були православні, в Галичині й на Закарпатті — греко-католики.
За переписом 1926 р. в УСРР жили 13 000 циган, з яких 2 500 у містах; у Криму їх було 1 300, на Північному Кавказі — 6 800. Усіх циган на українських етнічних землях (на 1926 р.) було близько 20 000.
За переписом 1970 р. в УРСР жили 30 100 циган (1959 — 28 000).

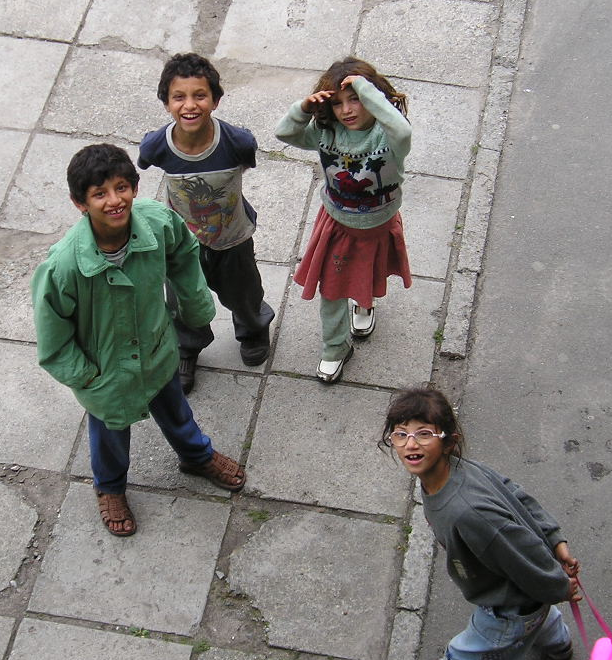
Діти циган у Вінниці

Цигани розселені по всіх областях України, але найбільше їх на Закарпатті, у Криму і Південній Бессарабії. Майже половина з них живе по містах. Лише 40 % циган у містах вважають циганську мову рідною, у селах — 35 %; решта за рідну мову вважає українську, російську та румунську мови.
За радянських часів влада намагалася змусити всіх циган до осілого життя (постанова 1926 року і указ Президії Верховної Ради СРСР 1956 р.).
Нині багато циган працює в сільському господарстві і промисловості, але й далі багато хто з них тримається старих мандрівних традицій.
Цигани вирізняються своєрідним одягом, мають багатий фольклор, зокрема, у ділянці народної поезії (особливо казки), музики, танцю.
Циганські мотиви мали вплив на музику й літературу, зокрема, в Україні є вони в творчості Степана Руданського, Михайла Старицького, Миколи Гоголя, Івана Франка та ін., а також виступають персонажами народних пісень, вистав і фольклору загалом.

### Цигани в ЄС
Левова частина циган в Євросоюзі опинилися там разом із його розширенням. Хвиля ж переселення циган з центральної і східної Європи в західному напрямку почалася з 2004 року та досягла свого апогею після приєднання Румунії до ЄС у 2007 році. Тамтешні цигани їдуть до Італії, яка є найближчою до Балкан країною зі старої європейської сім'ї. Восени 2007 року кількість таборів, що виросли довкола італійських міст, досягла вже 340. Міністерство внутрішніх справ Італії неодноразово висловлювало радикальні пропозиції щодо депортації циган, які не є громадянами, але частина політиків вважає це порушенням конституції Італії.
Упродовж 2005—2015 років у дванадцяти країнах Європи (Албанія, Болгарія, Боснія і Герцеговина, Іспанія, Македонія, Румунія, Сербія, Словаччина, Угорщина, Хорватія, Чехія, Чорногорія) тривав проєкт Десятиліття ромської інтеграції.

## Кочівництво
Усупереч уявленням, більшість циган не кочують. Дійсно, цигани мають традицію кочівлі (бродяжництва), а їхні традиційні ремесла — ковальство, лудження посуду, торгівля кіньми, ворожіння — сприяли переїздам із місця на місце в пошуках клієнтів. Однак, насправді завжди більшість циган живуть осіло, а кочівники становлять лише меншу частину. Часто значно меншу. Навіть у Румунії XVIII—XIX століть, яку вважають еталоном циганського способу життя, кочувало дещо менше половини циган. Міф про кочових циган має два підґрунтя. По-перше, оскільки цигани становили й становлять лише невеличку частку населення, більшість людей ніколи не бачили циганських поселень, але майже всі бачили циган-бродяг. По-друге, дійсно є регіон, де вони виключно кочували і де досі саме так живе більшість із них — це Західна й частково Центральна Європа. У часи пізнього Середньовіччя в Німеччині, Франції та Англії було прийнято закони, що забороняли циганам оселятися на  постійно та володіти нерухомістю, тож вести інший спосіб життя поза кочівлею цигани просто не могли. Саме тому в західноєвропейській традиції цигани є виключно кочівниками.